# Мавлютово (Челябинская область)
Мавлютово — упразднённый хутор в Красноармейском районе Челябинской области России. Входил в состав Русско-Теченского сельсовета. Исключен из учётных данных в 1983 году.

## География
Располагался на крайнем северо-востоке района, в полуанклаве образованном территорией Курганской области, на расстоянии примерно 10 км по прямой к северо-востоку от села Нижнепетропавловское.

## История
По данным на 1970 год входил в состав Русско-Теченского сельсовета.
Исключен из учётных данных решением Челябинского облисполкома от 8 февраля 1983 года № 78.

## Население
| 1970 | 1977 | 1983 |
| ---- | ---- | ---- |
| 24   | ↘13  | ↘0   |